# هلدرونغن
هلدرونغن (بالألمانية: Heldrungen) هي بلدة ألمانية تقع في ألمانيا في تورينغن.  يقدر عدد سكانها بـ 2,297 نسمة .